# Hermann-Josef Lamberti

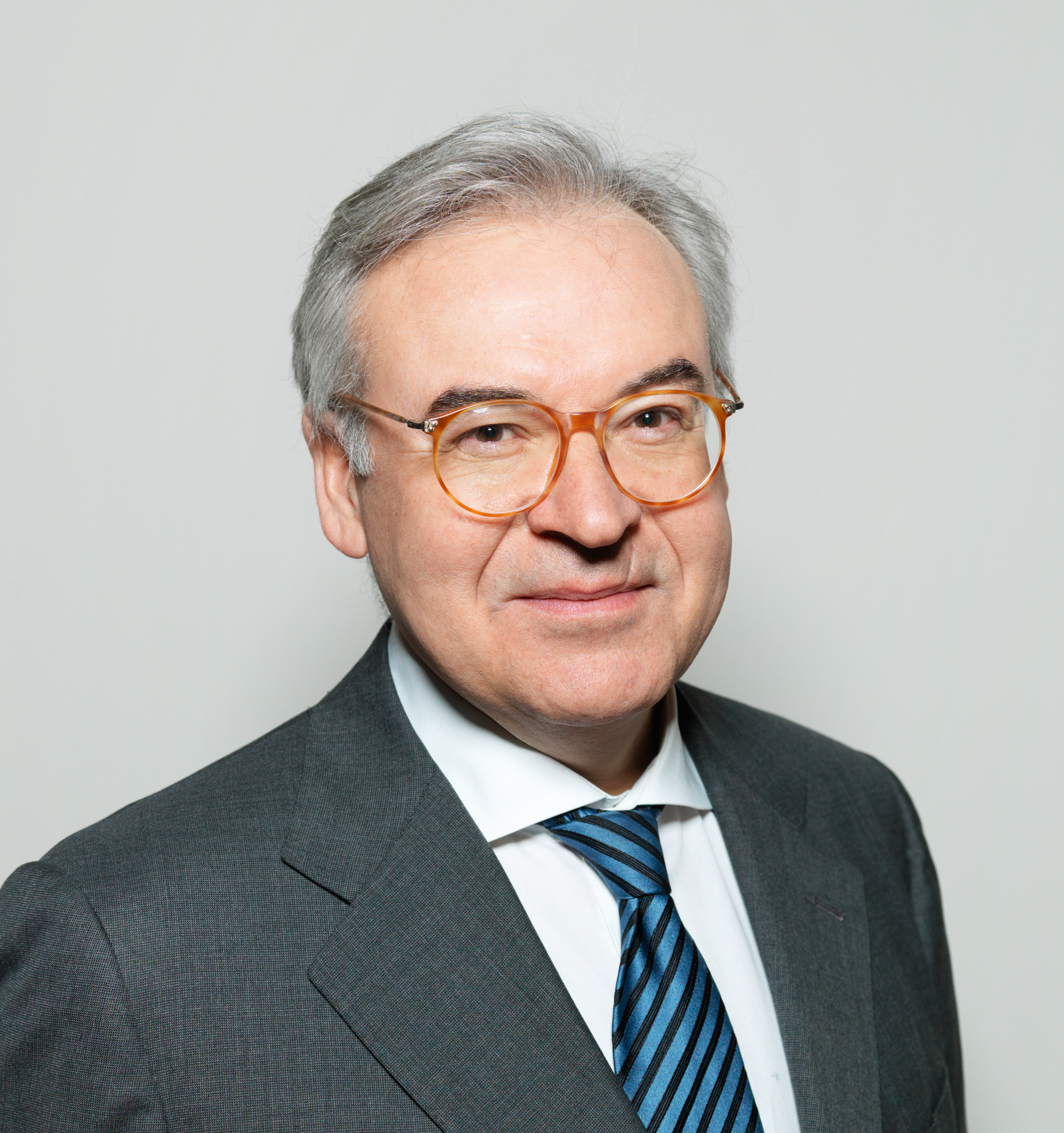
Hermann-Josef Lamberti (2014)

Hermann-Josef Lamberti (* 5. Februar 1956 in Boppard) ist ein deutscher Manager und Aufsichtsratsvorsitzender.

## Leben und Arbeit
Er studierte Betriebswirtschaftslehre in Köln und Dublin und erlangte 1981 den Abschluss Diplom-Kaufmann. Danach ging er nach Toronto, sammelte Erfahrung bei Touche Ross (heute: Deloitte Consulting) im Consulting und Audit, später bei der Frankfurter Niederlassung der Chemical Bank. Mitte der 1980er Jahre wechselte er zu IBM, wo er verschiedene internationale Führungspositionen bekleidete und schließlich 1997 Deutschland-Chef wurde.
Ende 1999 berief man Lamberti zum Vorstandsmitglied der Deutschen Bank, als Verantwortlicher für den EDV- und Technikbereich. Im Februar 2001 übernahm er die Kunden- und Vertriebssparte. Seit 2002 betreute er als Chief Operating Officer das Kosten- und Infrastrukturmanagement, die Informationstechnologie, das Gebäude- und Flächenmanagement sowie den Einkauf. Im Jahr 2005 verdiente Lamberti einschließlich Sondervergütungen 5,3 Mio. Euro, nach 4,8 Mio. Euro im Vorjahr.
Im März 2006 trat er von seinem Aufsichtsratsposten bei der Schering AG wegen Interessenkonflikten zurück, da die Deutsche Bank gleichzeitig den Übernahmeinteressenten Merck berät. Ferner ist er Aufsichtsratsvorsitzender der Deutsche-Bank-Tochter Deutsche Bank Privat- und Geschäftskunden AG. Am 8. April 2010 verlieh ihm die Johann-Wolfgang-Goethe-Universität Frankfurt am Main die Ehrendoktorwürde. Ende Mai 2012 schied Lamberti aufgrund des Führungswechsels der Deutschen Bank vorzeitig aus dem Vorstand der Bank aus. Laut Süddeutscher Zeitung hatte er dadurch Anspruch auf Leistungen im Gegenwert von mehr als 26 Millionen Euro.
Am 13. Mai 2013 wurde er in den Aufsichtsrat der ING Groep gewählt.
Seit 2015 saß Lamberti im Vorstand von Stonebranch, welches sich auf Job Scheduling und Workload Automation spezialisiert. Zusammen mit den seinerzeitigen weiteren Ämtern bei Airbus Group, Addiko Bank und Lefdal Mine Data Centre waren das zu viele, um noch der Richtlinie 2013/36/EU (Eigenkapitalrichtlinie) zu genügen, die in niederländisches Recht umgesetzt wurde. Daraufhin gab er den Vorstandssitz bei Stonebranch zum 30. Juni 2017 auf.
Am 10. November 2020 wurde er in den Aufsichtsrat der Northern Data AG gewählt.
Lamberti ist mit einer Kanadierin verheiratet und hat zwei Kinder. Er wohnt in Kilchberg im Kanton Zürich in der Schweiz.

## Veröffentlichungen
- Hermann-Josef Lamberti, Andrea Marliere und Achim Pöhler (Hrsg.): Management von Transaktionsbanken, Springer, Berlin 2004, ISBN 978-3-540006251
- E-Strategie am Beispiel der Deutschen Bank, Zeitschrift für Betriebswirtschaft, Sonderheft 1/2003, 51–68